# Tuffi ai Giochi della XXXI Olimpiade - Piattaforma 10 metri sincro femminile
La gara dei tuffi dalla piattaforma 10 metri sincro femminile dei Giochi olimpici di Rio de Janeiro 2016 è stata disputata il 9 agosto a partire dalle ore 16:00 (UTC-3). Vi hanno partecipato otto coppie di atlete provenienti da altrettante nazioni. La gara si è svolta in un unico turno di finale in cui ogni coppia ha eseguito una serie di cinque tuffi.
La competizione è stata vinta dalle cinesi Chen Ruolin e Liu Huixia, mentre l'argento e il bronzo sono andati rispettivamente alle malesi Cheong Jun Hoong e Pandelela Rinong e alle canadesi Meaghan Benfeito e Roseline Filion.

## Risultati
| Pos. | Nazione        | Atleti                              | Tot.   | T1    | T2    | T3    | T4    | T5    | Ord. |
| ---- | -------------- | ----------------------------------- | ------ | ----- | ----- | ----- | ----- | ----- | ---- |
| 1    | Cina           | Chen Ruolin Liu Huixia              | 354,00 | 55,80 | 55,80 | 79,20 | 75,84 | 87,36 | 4    |
| 2    | Malaysia       | Cheong Jun Hoong Pandelela Rinong   | 344,34 | 52,80 | 52,80 | 76,50 | 79,68 | 82,56 | 5    |
| 3    | Canada         | Meaghan Benfeito Roseline Filion    | 336,18 | 52,80 | 52,80 | 74,70 | 75,24 | 80,64 | 7    |
| 4    | Corea del Nord | Kim Kuk-hyang Kim Mi-rae            | 322,44 | 49,80 | 53,40 | 81,00 | 76,80 | 61,44 | 6    |
| 5    | Gran Bretagna  | Tonia Couch Lois Toulson            | 319,44 | 50,40 | 50,40 | 75,60 | 79,68 | 63,36 | 8    |
| 6    | Messico        | Paola Espinosa Alejandra Orozco     | 304,08 | 50,40 | 49,20 | 71,10 | 61,38 | 72,00 | 2    |
| 7    | Stati Uniti    | Amy Cozad Jessica Parratto          | 301,02 | 48,60 | 50,40 | 65,70 | 62,40 | 73,92 | 1    |
| 8    | Brasile        | Ingrid de Oliveira Giovanna Pedroso | 280,98 | 44,40 | 45,00 | 74,88 | 52,80 | 63,90 | 3    |